# Rick Snyder
Richard Dale "Rick" Snyder (Battle Creek, Michigan, 19 d'agost de 1958) és un polític estatunidenc del  Partit Republicà. Des de gener de 2011 ocupa el càrrec de governador de Michigan.